# Antillobisium mitchelli
Espèce
Antillobisium mitchelli est une espèce de pseudoscorpions de la famille des Bochicidae.

## Distribution
Cette espèce est endémique de la province de Camagüey à Cuba. Elle se rencontre dans la Sierra de Cubitas dans les grottes Cueva del Indio, Cueva Pichardo et Cueva Tenebrosa.

## Description
Les mâles mesurent de 3,74 à 3,88 mm et les femelles de 3,84 à 4,51 mm.

## Étymologie
Cette espèce est nommée en l'honneur de Robert W. Mitchell.

## Publication originale
- Dumitresco & Orghidan, 1977 : Pseudoscorpions de Cuba. Résultats des Expéditions Biospéologiques Cubano-Roumaines à Cuba, Institut de Speologie Emil Racovitza, vol. 2, p. 99-124.